# Terminalia gazensis
Terminalia gazensis är en tvåhjärtbladig växtart som beskrevs av E. G. Baker. Terminalia gazensis ingår i släktet Terminalia och familjen Combretaceae. Inga underarter finns listade i Catalogue of Life.